# Операційні витрати
Операційні витрати (англ. OPEX, скор. від operating expenses) — повсякденні витрати компанії для ведення бізнесу, виробництва товарів і послуг.
Сума операційних витрат і капітальних вкладень (англ. CAPEX) складають витрати компанії, які не включаються в пряму собівартість продуктів або послуг, які пропонує ринку дана компанія. Наприклад, покупка копіювального апарату відноситься до капітальних вкладень, а покупка паперу, тонера, оплата споживаної ним електроенергії, ремонту та обслуговування цього пристрою відносяться до операційних витрат. Стосовно до бізнесу операційні витрати включають в себе, зокрема, оплату оренди приміщень для офісу, комунальних платежів компанії, витрати на рекламу і НДДКР, ліцензійні та страхові платежі, витрати на відрядження та транспортні витрати, оплату сторонніх адвокатів і аудиторів, зарплату персоналу і т.д.
Операційні витрати (повсякденні витрати компанії на організацію продажів, адміністрування, НДДКР і т.д.). Протиставляються прямим витратам - витратам компанії на безпосереднє виробництво продуктів і послуг. Іншими словами, прямі витрати - це сума грошей, які компанія витрачає на перетворення сировини або комплектуючих в готову продукцію.
У звіті про фінансові результати операційні витрати вказуються в прив'язці до періоду часу, протягом якого вони були понесені - місяць, квартал або рік.